# Coppa Bernocchi
La Copa Bernocchi es una competición ciclista profesional que consiste en una sola etapa y se disputa anualmente en las inmediaciones de Legnano, en la provincia de Milán, en Lombardía, en Italia.

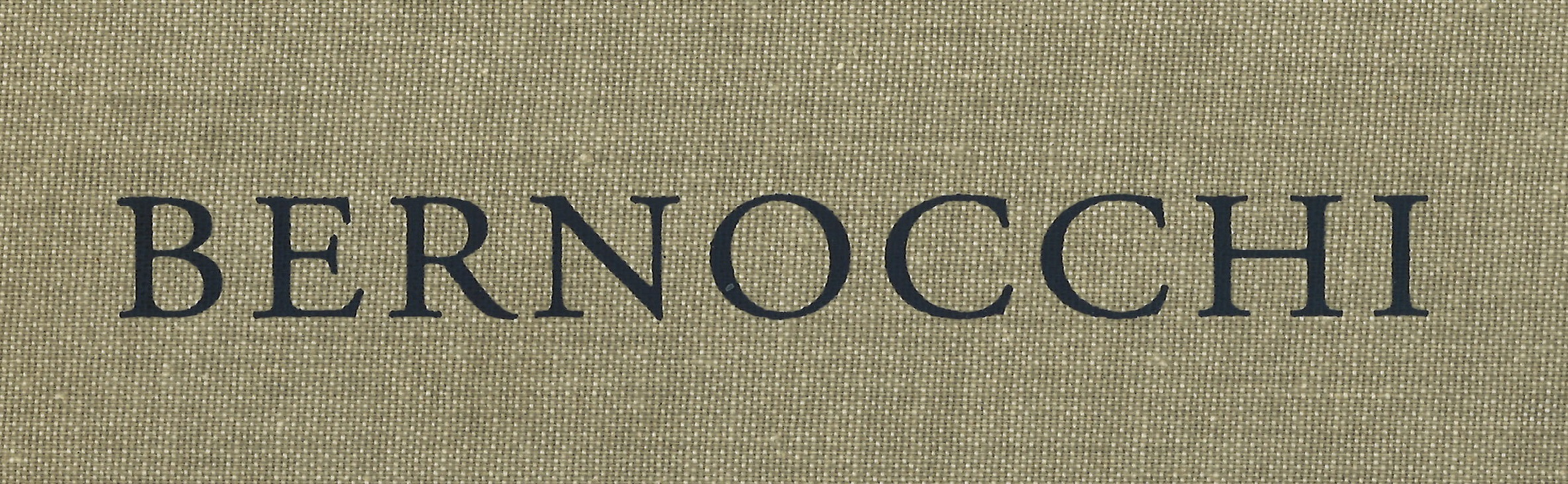
Logo Bernocchi, 1919

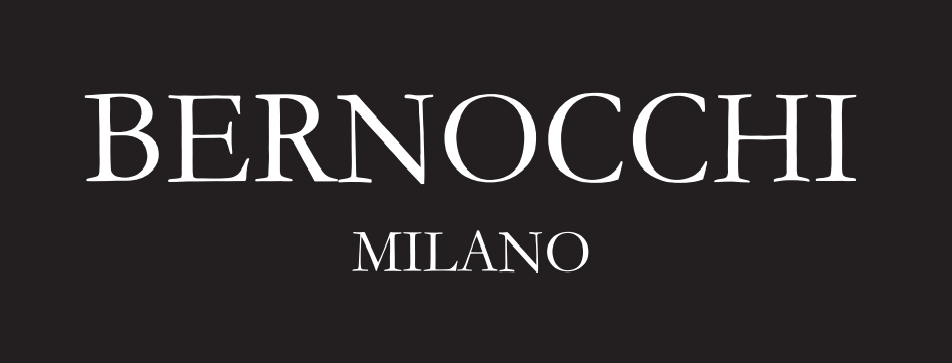
Marca italiana Bernocchi, 2000

Se disputa desde 1919. En 1961, 1976 y 1984 coincidió con el Campeonato de Italia en ruta. Desde la creación de los Circuitos Continentales UCI hasta 2019 estuvo integrada en el UCI Europe Tour, dentro de la categoría 1.1.
Copa Bernocchi fue concebido, promovido y financiado en 1919 por Antonio Bernocchi con los hermanos Andrea, empresarios italianos de la industria textil, que confió la organización amigo Pino Cozzi Union Sportive Legnanese, al darse cuenta de su empresa textil algunas cabezas Copa Bernocchi marca dedicada al deporte.
Forma parte del Trittico Lombardo, junto con la Coppa Agostoni y los Tres Valles Varesinos, todas ellas disputadas en Lombardía en tres jornadas consecutivas, durante el mes de agosto.
El ciclista que más veces se ha impuesto es el italiano Danilo Napolitano, con tres de forma consecutiva, entre 2005 y 2007.

## Palmarés
| Año                                                             | Ganador                           | Segundo              | Tercero               |
| --------------------------------------------------------------- | --------------------------------- | -------------------- | --------------------- |
| 1919                                                            | Ruggero Ferrario                  | Ugo Bianchi          | Primo Magnani         |
| 1920                                                            | Giovanni Tragella                 | Marcello Berti       | Giuseppe Villa        |
| 1921                                                            | Angelo Testa                      | Gaetano Caravaglia   | Pietro Casati         |
| 1922                                                            | Libero Ferrario                   | Serafino Dossena     | Piero Rattone         |
| 1923                                                            | Libero Ferrario                   | Mario Bianchi        | Zenone Lancia         |
| 1924                                                            | Alfredo Dinale                    | Oreste Cignoli       | Pietro Cevini         |
| 1925                                                            | Luigi Mainetti                    | Domenico Piemontesi  | Giuseppe Pancera      |
| 1926                                                            | Giuseppe Pancera                  | Giovanni Tizzoni     | Aldo Bertolotti       |
| 1927                                                            | Giuseppe Pancera                  | Allegro Grandi       | Pio Caimmi            |
| 1928                                                            | Carlo Galluzzi                    | Mario Bianchi        | Federico Gay          |
| 1929                                                            | Allegro Grandi                    | Ambrogio Morelli     | Felice Gremo          |
| 1930                                                            | Eugenio Gestri                    | Aldo Canazza         | Fabio Battesini       |
| 1931 edición cancelada debido a irregularidades en el recorrido |                                   |                      |                       |
| 1932                                                            | Marco Giuntelli                   | Antonio Fraccaroli   | Fabio Battesini       |
| 1933                                                            | Bruno Negri                       | Pietro Rimoldi       | Bernardo Rogora       |
| 1934                                                            | Pietro Rimoldi                    | Bernardo Rogora      | Severino Canavesi     |
| 1935                                                            | Gino Bartali                      | Aldo Bini            | Rinaldo Gerini        |
| 1936                                                            | Enrico Mollo                      | Pietro Rimoldi       | Carlo Romanatti       |
| 1937                                                            | Francesco Albani                  | Fausto Montesi       | Pietro Rimoldi        |
| 1938                                                            | Cino Cinelli                      | Severino Canavesi    | Adolfo Leoni          |
| 1939                                                            | Adolfo Leoni                      | Fausto Coppi         | Pierino Favalli       |
| 1940                                                            | Aldo Bini                         | Cino Cinelli         | Adolfo Leoni          |
| 1941                                                            | Severino Canavesi                 | Mario De Benedetti   | Mario Ricci           |
| 1942                                                            | Glauco Servadei                   | Pietro Chiappini     | Luciano Succi         |
| 1943 edición debido a la Segunda Guerra Mundial                 |                                   |                      |                       |
| 1944                                                            | Oreste Conte                      | Michele Motta        | Athos Guizzardi       |
| 1945                                                            | Sergio Maggini                    | Guerrino Tomasoni    | Secondo Barisone      |
| 1946                                                            | Osvaldo Bailo                     | Angelo Brignole      | Mario Ricci           |
| 1947                                                            | Mario Ricci                       | Sergio Maggini       | Egidio Feruglio       |
| 1948                                                            | Virgilio Salimbeni                | Giorgio Cargioli     | Leo Castellucci       |
| 1949                                                            | Mario Ricci                       | Sergio Maggini       | Bruno Pontisso        |
| 1950                                                            | Fiorenzo Crippa                   | Alfredo Martini      | Loretto Petrucci      |
| 1951                                                            | Luigi Casola                      | Alfredo Martini      | Louison Bobet         |
| 1952                                                            | Primo Volpi                       | Danilo Barozzi       | Adolfo Grosso         |
| 1953                                                            | Giorgio Albani Antonio Bevilacqua |                      | Mario Piazzon         |
| 1954                                                            | Fausto Coppi                      | Giancarlo Astrua     | Angelo Conterno       |
| 1955                                                            | Renato Ponzini                    | Alfredo Martini      | Luciano Maggini       |
| 1956                                                            | Vasco Modena                      | Fausto Coppi         | Pierino Baffi         |
| 1957                                                            | Rik Van Looy                      | Silvano Ciampi       | Jozef Schils          |
| 1958                                                            | Rik Van Looy                      | Frans Van Looveren   | Dullio Taddeucci      |
| 1959                                                            | Noè Conti                         | Michele Gismondi     | Diego Ronchini        |
| 1960                                                            | Giuseppe Fallarini                | Alberto Assirelli    | Ezio Pizzoglio        |
| 1961                                                            | Arturo Sabbadin                   | Arnaldo Pambianco    | Giuliano Bernardelle  |
| 1962                                                            | Pierino Baffi                     | Nino Defilippis      | Giovanni Garau        |
| 1963                                                            | Aldo Moser                        | Adriano Durante      | Vito Taccone          |
| 1964                                                            | Gianni Motta                      | Franco Cribiori      | Luciano Galbo         |
| 1965                                                            | Adriano Durante                   | Michele Dancelli     | Franco Cribiori       |
| 1966                                                            | Raffaele Marcoli                  | Dino Zandegù         | Michele Dancelli      |
| 1967                                                            | Vittorio Adorni                   | Michele Dancelli     | Felice Gimondi        |
| 1968                                                            | Franco Bitossi                    | Luciano Armani       | Roberto Ballini       |
| 1969                                                            | Giacinto Santambrogio             | Giancarlo Polidori   | Adriano Passuello     |
| 1970                                                            | Pietro Guerra                     | Giuseppe Beghetto    | Marino Basso          |
| 1971                                                            | Virginio Levati                   | Patrick Sercu        | Wilmo Francioni       |
| 1972                                                            | Marino Basso                      | Patrick Sercu        | Wilmo Francioni       |
| 1973                                                            | Felice Gimondi                    | Roger de Vlaeminck   | Enrico Paolini        |
| 1974                                                            | Francesco Moser                   | Fabrizio Fabbri      | Valerio Lualdi        |
| 1975                                                            | Enrico Paolini                    | Fausto Bertoglio     | Giacinto Santambrogio |
| 1976                                                            | Franco Bitossi                    | Francesco Moser      | Wladimiro Panizza     |
| 1977                                                            | Carmelo Barone                    | Wladimiro Panizza    | Giovanni Battaglin    |
| 1978                                                            | Giovanni Battaglin                | Alfredo Chinetti     | Wladimiro Panizza     |
| 1979                                                            | Valerio Lualdi                    | Ottavio Crepaldi     | Francesco Moser       |
| 1980                                                            | Giuseppe Saronni                  | Alf Segersäll        | Alfons De Wolf        |
| 1981                                                            | Giuseppe Saronni                  | Giovanni Mantovani   | Francesco Moser       |
| 1982                                                            | Silvano Contini                   | Palmiro Masciarelli  | Bruno Leali           |
| 1983                                                            | Palmiro Masciarelli               | Maurizio Piovani     | Rudy Pevenage         |
| 1984                                                            | Vittorio Algeri                   | Silvano Contini      | Daniele Caroli        |
| 1985                                                            | Johan van der Velde               | Moreno Argentin      | Giovanni Mantovani    |
| 1986                                                            | Roberto Gaggioli                  | Claudio Corti        | Marco Bergamo         |
| 1987                                                            | Guido Bontempi                    | Pierino Gavazzi      | Maurizio Fondriest    |
| 1988                                                            | Guido Bontempi                    | Maurizio Fondriest   | Gianni Bugno          |
| 1989                                                            | Rolf Sørensen                     | Cesare Cipollini     | Stefano Colagè        |
| 1990                                                            | Davide Cassani                    | Rolf Sørensen        | Massimiliano Lelli    |
| 1991                                                            | Giorgio Furlan                    | Alessandro Giannelli | Andréi Chmil          |
| 1992                                                            | Charly Mottet                     | Giancarlo Perini     | Alberto Elli          |
| 1993                                                            | Rolf Sørensen                     | Fabio Roscioli       | Franco Ballerini      |
| 1994                                                            | Bruno Cenghialta                  | Francesco Casagrande | Andrea Tafi           |
| 1995                                                            | Stefano Zanini                    | Alessio Di Basco     | Gabriele Missaglia    |
| 1996                                                            | Fabio Baldato                     | Andrea Ferrigato     | Giovanni Lombardi     |
| 1997                                                            | Gianluca Bortolami                | Stefano Zanini       | Marco Lietti          |
| 1998                                                            | Fabio Sacchi                      | Alberto Elli         | Daniele Nardello      |
| 1999                                                            | Giancarlo Raimondi                | Giovanni Lombardi    | Romāns Vainšteins     |
| 2000                                                            | Romāns Vainšteins                 | Raimondas Rumsas     | Giovanni Lombardi     |
| 2001                                                            | Paolo Valoti                      | Dario Andriotto      | Denis Lunghi          |
| 2002                                                            | Daniele Nardello                  | Gianluca Bortolami   | Matteo Tosatto        |
| 2003                                                            | Sergio Barbero                    | Massimo Giunti       | Serhi Matveyev        |
| 2004                                                            | Angelo Furlan                     | Fred Rodríguez       | Giosuè Bonomi         |
| 2005                                                            | Danilo Napolitano                 | Graeme Brown         | Murilo Fischer        |
| 2006                                                            | Danilo Napolitano                 | Giosuè Bonomi        | Luca Paolini          |
| 2007                                                            | Danilo Napolitano                 | Paride Grillo        | Robert Hunter         |
| 2008                                                            | Stephen Cummings                  | Luca Celli           | Vladislav Borísov     |
| 2009                                                            | Luca Paolini                      | Danilo Hondo         | Enrico Gasparotto     |
| 2010                                                            | Manuel Belletti                   | Danilo Hondo         | Mark Cavendish        |
| 2011                                                            | Yauheni Hutarovich                | Manuel Belletti      | Giovanni Visconti     |
| 2012                                                            | Sacha Modolo                      | Sonny Colbrelli      | Mauro Richeze         |
| 2013                                                            | Sacha Modolo                      | Roberto Ferrari      | Filippo Baggio        |
| 2014                                                            | Elia Viviani                      | Filippo Pozzato      | Simone Ponzi          |
| 2015                                                            | Vincenzo Nibali                   | Mauro Finetto        | Matteo Trentin        |
| 2016                                                            | Giacomo Nizzolo                   | Nicola Ruffoni       | Paolo Simion          |
| 2017                                                            | Sonny Colbrelli                   | Guillaume Boivin     | Sacha Modolo          |
| 2018                                                            | Sonny Colbrelli                   | Manuel Belletti      | Paolo Simion          |
| 2019                                                            | Phil Bauhaus                      | Simone Consonni      | Imerio Cima           |
| 2021                                                            | Remco Evenepoel                   | Alessandro Covi      | Fausto Masnada        |
| 2022                                                            | Davide Ballerini                  | Corbin Strong        | Stefano Oldani        |
| 2023                                                            | Wout van Aert                     | Vincenzo Albanese    | Andrea Bagioli        |
| 2024                                                            | Stan Van Tricht                   | Alex Baudin          | Roger Adrià           |

## Palmarés por países
| País         | Victorias |
| ------------ | --------- |
| Italia       | 91        |
| Bélgica      | 5         |
| Dinamarca    | 2         |
| Países Bajos | 1         |
| Francia      | 1         |
| Letonia      | 1         |
| Reino Unido  | 1         |
| Bielorrusia  | 1         |
| Alemania     | 1         |